# 新貢恰里
51°17′58″N 33°58′7″E / 51.29944°N 33.96861°E
新洪恰里（烏克蘭語：Нові Гончарі）是位於烏克蘭東北部的村莊，由蘇梅州科諾托普區的新斯洛博達市鎮負責管轄。該村距離什里亞埃韋、舊貢恰里、謝基涅和庫爾久莫韋1公里，海拔高度189米，2001年人口64。